# 42479 Tolik
42479 Tolik este un asteroid din centura principală de asteroizi.

## Descriere
42479 Tolik este un asteroid din centura principală de asteroizi. A fost descoperit pe 28 septembrie 1981 la Observatorul de Astrofizică din Crimeea de Liudmila Juravliova. Asteroidul prezintă o orbită caracterizată de o semiaxă mare de 2,67 ua, o excentricitate de 0,12 și o înclinație de 6,6° în raport cu ecliptica.